# Орельяна (провинция)
Орельяна (исп. Orellana) — одна из провинций Эквадора. Расположена во внутренней, восточной части страны. Площадь составляет 22 500 км². Население по данным на 2010 год — 136 396 человек; плотность населения — 6,06 чел./км². Административный центр — город Пуэрто-Франсиско-де-Орельяна.

## История
Провинция была создана 30 июля 1998 года путём отделения территории от провинции Напо.

## Административное деление

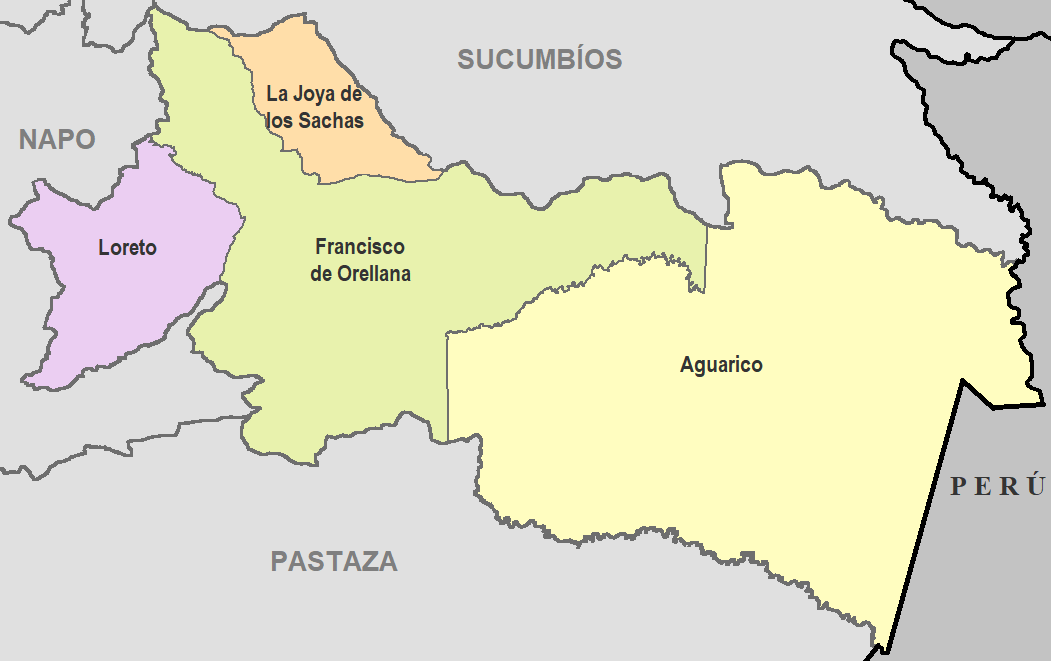
Кантоны провинции Лос-Риос.

В административном отношении провинция подразделяется на 4 кантонов:
| № | Флаг | Кантон                                      | Население, чел. (2010) | Административный центр                        |
| - | ---- | ------------------------------------------- | ---------------------- | --------------------------------------------- |
| 1 |      | Агуарико (Aguarico)                         | 4 847                  | Нуэво-Рокафуэрте (Nuevo Rocafuerte)           |
| 2 |      | Франсиско-де-Орельяна (Orellana)            | 72 795                 | Франсиско-де-Орельяна (Francisco de Orellana) |
| 3 |      | Ла-Хоя-де-лос-Сачас (La Joya de los Sachas) | 37 591                 | Ла-Хоя-де-лос-Сачас (La Joya de los Sachas)   |
| 4 |      | Лорето (Loreto)                             | 21 163                 | Лорето (Loreto)                               |

## Экономика
Основу экономики провинции составляет добыча нефти и лесная промышленность, важной частью экономики является также туризм и добывающая отрасль.